# 任援道
任 援道（じん えんどう）は、中華民国の軍人。中華民国維新政府、南京国民政府（汪兆銘政権）において軍事の枢要な地位に就いた人物で、特に後者では、陸軍・海軍の双方を事実上統括した。名は亮才または良材。号は豁庵。

## 事績
保定陸軍軍官学校を卒業後、日本に留学する。陸軍士官学校で学んだ。辛亥革命が勃発すると帰国する。孫文配下であった北伐討賊軍第4軍軍長顧忠琛の下で軍参謀長にまで昇進している。1935年（民国24年）12月、冀察政務委員会外交委員に任命されている。
1938年（民国27年）3月、梁鴻志が中華民国維新政府を樹立すると、任援道は署理綏靖部部長に任命される。7月、正式に就任した。
1940年（民国29年）3月、維新政府が汪兆銘の南京国民政府に合流すると、任は軍事委員会常務委員兼軍事参議院副院長に任ぜられ、代理院長をつとめた。翌月、蘇浙皖三省綏靖軍総司令兼綏靖軍官学校校長に任じられる。5月には代理海軍部部長も兼任した（1942年9月、正式就任）。翌年1月、第1方面軍総司令に任命されている。1944年（民国33年）11月、江蘇省省長兼軍事委員会駐蘇州綏靖主任公署主任兼江蘇省保安司令となった。
日本敗北後、任援道は蔣介石の国民政府に投降する。南京先遣軍司令として江蘇省と南京の治安維持への従事を命じられ、さらに蘇州臨時警備司令部もつとめた。後に軍事委員会中将参議に任ぜられた。上海陥落目前の1949年（民国38年）初めに香港へ逃れる。その数年後にさらにカナダへ亡命し、ここに定住した。
1980年、カナダにて死去。享年91。

## 注
1. ↑  鄭仁佳「任援道小伝」による。西暦は確定できていないが、前者を有力と見ているようである。徐友春主編『民国人物大辞典』は1891年（清光緒17年）とする。